# 奥克斯 (北达科他州)
奥克斯（英語：Oakes），是美国北达科他州下属的一座城市。根据2010年美国人口普查，该市有人口1,856人。2011年估计该市有人口1,865人，相对于2010年，增长率为0.48%。